# 铸造缺陷
铸造缺陷是指金屬铸造過程中不希望出現的不規則特性，其中有些缺陷可以容忍，而有些無法接受的缺陷就需要再加工改善。铸造缺陷可以分為五種：氣體孔隙（gas porosity）、收縮缺陷（shrinkage defects）、模具材料缺陷（mold material defects）、澆注金屬缺陷（pouring metal defects）及冶金缺陷（metallurgical defects）。
冷凝現象:部份接合處，明顯流動末梢提早冷卻，造成未充滿模穴現象
原因分析:金屬鑄液溫度過低，或者澆流距離過遠，或者澆冒道設計不良，排氣不足，成形太薄流動差，鑄件過於複雜流動性不易控制
縮凹現象：平面處明顯凹陷，產品冷卻中仍持續縮收凹陷
原因分析：平面處反面厚度差異過大，材料縮收比及厚材冷卻速度不同產生縮收凹陷，常見T字肋骨結構。或者鑄造冒口設計不良造成
捲氣現象：鑄件內部有些許小氣泡產生
原因分析：澆冒口設計不當，澆鑄時太快流動過急，或者澆口濾網安置不良，部份空氣被捲入鋁湯內流動，高溫熱處理時，鑄件表面會漲起大小不一的小水泡變形而報廢
毛邊過大：成品毛邊異常增厚
原因分析：合模不良，模具設計不良，安裝模面調整不良，鋁湯溫度過高模仁增溫過多，進料柱塞壓力調整過大，模具磨損間隙增加
頂出位置變形：
原因分析：頂出桿長短不一，頂出桿管理安裝不當，大型模具模仁厚度不足形成鼓面變形
脫模劑或柱塞劑污損成品表面：
硬點：回收料過雜或不明回收材料，使產品產生硬點，致使加工時車刀損壞率明顯提高

## 書目
- Rao, Posinasetti Nageswara.  2nd. Tata McGraw-Hill. 1999. ISBN 978-0-07-463180-5..